# Wewahitchka
Wewahitchka es una ciudad ubicada en el condado de Gulf en el estado estadounidense de Florida. En el Censo de 2010 tenía una población de 1.981 habitantes y una densidad poblacional de 99 personas por km².

## Geografía
Wewahitchka se encuentra ubicada en las coordenadas 30°7′37″N 85°11′23″O / 30.12694, -85.18972. Según la Oficina del Censo de los Estados Unidos, Wewahitchka tiene una superficie total de 20.01 km², de la cual 16.85 km² corresponden a tierra firme y (15.8%) 3.16 km² es agua.

## Demografía
Según el censo de 2010, había 1.981 personas residiendo en Wewahitchka. La densidad de población era de 99 hab./km². De los 1.981 habitantes, Wewahitchka estaba compuesto por el 87.63% blancos, el 8.33% eran afroamericanos, el 0.56% eran amerindios, el 0.05% eran asiáticos, el 0% eran isleños del Pacífico, el 0.66% eran de otras razas y el 2.78% pertenecían a dos o más razas. Del total de la población el 1.97% eran hispanos o latinos de cualquier raza.